# 深見和政
深見 和政（ふかみ かずまさ、1949年（昭和24年）7月8日 - ）は、日本の実業家。株式会社コモンズ2代表取締役社長。電通雑誌局長を経て電通東日本常務取締役を歴任。

## 経歴
報知新聞社元代表取締役社長・読売新聞社元代表取締役専務の深見和夫の長男として生まれる。
和光大学経済学部（現・経済経営学部）を卒業し、電通に入社。元電通顧問・専務の高橋治之とは先輩後輩の関係であった。
電通入社後は新聞雑誌局に配属され、雑誌局雑誌一部副理事・雑誌局長を歴任し、電通子会社「電通東日本」で常務取締役を最後に退職した。また電通時代に日本雑誌広告協会の副理事長も務めていた。
2012年（平成24年）7月3日、コモンズ2を設立し、代表取締役社長に就任。
2022年（令和4年）9月6日、東京五輪組織委員会元理事の高橋治之の「身分なき共犯」として受託収賄容疑で逮捕された。

## 家族
- 祖父・和成（生没年不詳）[9]
- 父・和夫（1911年（明治44年）7月25日 - 1990年（平成2年）9月12日）[1]
東京都出身[1]。1934年（昭和9年）日本大学文学部（または芸術学部）卒業後、1940年（昭和15年）読売新聞社に入社[1][16]。翌年海外特派員となり、ビルマ新聞シンガポール支局長を経て1947年（昭和22年）11月本社編集局企画部次長に転じ、1951年（昭和26年）4月日米親善使節「ミス日本」に随行渡米[1]。同年12月広告部長に就任。1953年（昭和28年）大阪読売新聞東京支社長を兼任[1]。1959年（昭和34年）3月業務局総務、1963年（昭和38年）1月広告局長、同年6月取締役次いで常務、1971年（昭和46年）6月専務、1974年（昭和49年）代表専務に就任。なお一時期、全日本新聞社広告会委員長も兼任した[16]。1979年（昭和54年）6月報知新聞社代表社長、1988年（昭和63年）6月報知印刷会長に就任[6][7][2]。1990年（平成2年）9月12日、入院中の日本大学病院にて急性心不全のため死去[17][18]。
- 母・為久子（1925年（大正14年）9月16日 -?）[1]
白百合高等女学校卒[16]。